# Linwood (Lincolnshire)
Pour les articles homonymes, voir Linwood.
Linwood est une paroisse civile et un village du Lincolnshire, en Angleterre.